# یواس‌اس ریسونر (اف‌اف-۱۰۶۳)
یواس‌اس ریسونر (اف‌اف-۱۰۶۳) (به انگلیسی: USS Reasoner (FF-1063)) یک کشتی بود که طول آن ۴۳۸ فوت (۱۳۴ متر) بود. این کشتی در سال ۱۹۷۰ ساخته شد.